# Jokhovo
Jokhovo (en rus: Жохово) és un poble de l'óblast de Vladímir, a Rússia, segons el cens del 2010 tenia 107 habitants. Pertany al districte municipal de Sóbinka.